# Actitud proposicional
Una actitud proposicional es un estado mental sostenido por un agente hacia una proposición.  
En Filosofía, las actitudes proposicionales puede ser consideradas como las unidades fundamentales del pensamiento y sus contenidos, y que, al ser proposicionales, son verdaderas o falsas desde la perspectiva de la persona. Un agente puede tener diferentes actitudes proposicionales hacia la misma proposición (por ejemplo, "S cree que su helado es frío" y "S teme que su helado sea frío"). 
Lingüísticamente, las actitudes proposicionales son notadas por un Verbo (Por ejemplo, yo "creia") que contiene la palabra "que" incrustada, por ejemplo, "Sally Creía que había ganado". 
Las actitudes proposicionales tienen un concepto llamado "Direccion de Ajuste": algunos realizan proposiciones para reflejar al mundo, otros para influenciarlos.   
Una preocupación habitual es la relación entre las modalidades de certeza y creencia, sin tener en cuenta las buenas o malas intenciones. Las discrepancias pueden ocurrir si las afirmaciones de las personas no están siendo modificadas mediante sus creencias. Cuando la falta de "certeza" en la "creencia" es intencional, se lo conoce como Mentira.  
Otras comparaciones de múltiples modalidades se comparan frecuentemente con la relación que hay entre la creenncia y el crecimiento, también las discrepancias que ocurren en las mismas basándose en las observaciones, las expectativas, y las intenciones. La falta de "observaciones" en las "expectativas" son generalmente percibidas como Sorpresa, fenómeno en el cual, por ejemplo, si te dieran más detalles sobre algo, no lo tomarias como sorpresa.      

## Problemas
En Lógica, las propiedades formales de afirmar, creer, ordenar, considerar, negar, dudar, imaginar, juzgar, conocer, querer, desear y muchas otras palabras que involucran actitudes o intenciones proposicionales son notorias debido a su recalcitrantica forma de analizar. 